# Space Cowboys
Pour les articles homonymes, voir Cowboy et Space cowboy.
Pour plus de détails, voir Fiche technique et Distribution.
Space Cowboys ou Les Pionniers de l'espace au Québec est un film américano-australien réalisé par Clint Eastwood et sorti en 2000.
Le film reçoit des critiques globalement positives et est un succès commercial.

## Synopsis
Francis « Frank » D. Corvin, William « Hawk » Hawkins, Jerry O'Neill et Tank Sullivan furent les membres du projet Daedalus, le programme de test de l'U.S. Air Force pour l'exploration spatiale. Leur espoir de voyage dans l'espace s'est écroulé en 1958 avec la création de la NASA où l'équipe Daedalus est remplacée par un petit chimpanzé. Aujourd'hui retraités, ils négocient leur retour dans l'espace lorsqu'un vieux satellite de communication soviétique nommé Ikon, dans lequel se trouve un module de commande conçu par Frank Corvin, menace de s'écraser sur la Terre.

## Fiche technique
- Titre : Space Cowboys
- Titre québécois : Les Pionniers de l'espace
- Réalisation : Clint Eastwood
- Scénario : Ken Kaufman et Howard Klausner (en)
- Musique originale : Lennie Niehaus
- Directeur de la photographie : Jack N. Green
- Directeur artistique : Jack G. Taylor Jr.
- Montage : Joel Cox
- Producteurs : Clint Eastwood, Andrew Lazar et Tom Rooker
- Sociétés de production : Warner Bros., Malpaso Productions, Clipsal Films, Mad Chance, Village Roadshow Pictures
- Distribution : Warner Bros.
- Durée : 130 minutes
- Genre : catastrophe, aventures
- Pays de production :  États-Unis,  Australie
- Budget : 65 000 000 de dollars[1]
- Dates de sortie[2] :
  - États-Unis : 4 août 2000
  - France : 6 septembre 2000
- Affiche : Bill Gold (États-Unis)

## Distribution
- Clint Eastwood (VF : Hervé Jolly et VQ : Hubert Fielden) : colonel Francis « Frank » Corvin
  - Toby Stephens : Frank, jeune
- Tommy Lee Jones (VF : Claude Giraud et VQ : Éric Gaudry) : colonel William « Hawk » Hawkins
  - Eli Craig : Hawk, jeune
- Donald Sutherland (VF : Léon Dony et VQ : Denis Mercier) : capitaine Jerry O'Neill
  - John Mallory Asher : Jerry, jeune
- James Garner (VF : Georges Berthomieu et VQ : Vincent Davy) : capitaine Tank Sullivan
  - Matt McColm : Tank, jeune
- James Cromwell (VF : Michel Ruhl et VQ : Claude Préfontaine) : Bob Gerson, directeur de la NASA
  - Billie Worley (en) : Gerson, jeune
- Marcia Gay Harden (VF : Brigitte Berges et VQ : Élise Bertrand) : Sara Holland, ingénieure en chef de la NASA
- William Devane (VF : Patrick Messe et VQ : Raymond Bouchard) : Eugene « Gene » Davis, directeur de vol
- Loren Dean (VF : Olivier Cordina et VQ : Gilbert Lachance) : Ethan Glance
- Barbara Babcock : Barbara Corvin
- Courtney B. Vance (VQ : Benoît Rousseau) : Roger Hines
- Rade Šerbedžija (VF : Yves Barsacq et VQ : Yves Massicotte) : lieutenant-général Vostov, émissaire des Forces spatiales de la fédération de Russie
- Jon Hamm : l'un des jeunes pilotes

 Sources et légende  : Version Française (VF) sur RS Doublage et VoxoFilm ; Version Québécoise (VQ)
Note : Le Blu-ray français contient le doublage québécois.

## Production

### Genèse et développement
Clint Eastwood a voulu ici rendre hommage à des pionniers de l'aviation moderne comme Chuck Yeager, qui n'ont pas pu participer à la conquête spatiale. Le projet a été monté avec l'aide de la NASA, comme l'explique le réalisateur : « Je tenais à ce que le film soit parfaitement crédible. Nous avions besoin du concours actif de la NASA pour reproduire au mieux les circonstances exactes du lancement. C'est un processus complexe qui demande une planification rigoureuse et une excellente coordination. Sa simulation pour les besoins d'un tournage est sans doute encore un peu plus ardue, mais l'agence s'est donnée à fond. Le résultat m'a comblé. »
L'intrigue s'inspire en partie de la mission Cosmos 954[réf. nécessaire].

### Attribution des rôles
Sean Connery, Warren Beatty et Jack Nicholson ont été envisagés pour les rôles respectifs de Jerry O'Neill, Frank Corvin et « Tank » Sullivan. Le rôle de Vostov a été proposé à Alun Armstrong, qui avait tourné sous la direction de Clint Eastwood dans Chasseur blanc, cœur noir (1990).
Le film marque les débuts au cinéma de Jon Hamm, dans le rôle d'un jeune pilote.

### Tournage

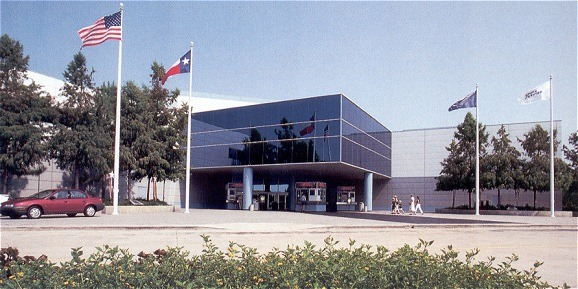
L'entrée du centre spatial Lyndon B. Johnson à Houston.

Le tournage débute en juillet 1999 et dure 3 mois. Des scènes sont tournées au centre spatial Lyndon B. Johnson à Houston, au centre spatial Kennedy de Merritt Island et sur la base de lancement de Cap Canaveral en Floride.
Les scènes d'intérieur des cockpits, simulateurs de vol et le contrôle mission sont tournées aux Warner Brothers Burbank Studios à Burbank en Californie.
Pour créer l'apesanteur à l'écran, l'équipe du film a opté pour divers méthodes plutôt originales. Tommy Lee Jones explique : « Nous avons utilisé tous les trucs possibles et imaginables. On nous a harnachés et accrochés au plafond, on nous a poussés sur des tabourets à roulettes, on a fait voler dans les airs divers objets suspendus à des filins translucides, etc. Tous ces procédés mécaniques, combinés à une abondance de mouvements de caméra, ont « fait la blague » dans 80 % des cas. » Pour le reste, l'équipe a eu recours aux effets spéciaux numériques d'Industrial Light & Magic ainsi qu'à des modèles réduits.

## Accueil

### Critique
Le film reçoit des critiques globalement positives. Sur l'agrégateur américain Rotten Tomatoes, il récolte 78% d'opinions favorables pour 119 critiques et une note moyenne de 6,78⁄10. Sur Metacritic, il obtient une note moyenne de 73⁄100 pour 35 critiques.
En France, le film obtient une note moyenne de 4⁄5 sur le site Allociné, qui recense 28 titres de presse.

### Box-office
- États-Unis,  Canada : 90 464 773 $[1]
- Monde : 128 884 132 $[1]
- France : 962 041 entrées[11]

Space Cowboys est un succès commercial avec 128,9 millions de dollars de recettes mondiales, dont 90,5 millions rien qu'aux États-Unis, soit plus que le total des recettes des deux précédents films réalisés par Clint Eastwood : Les Pleins Pouvoirs et Jugé coupable.

## Distinctions
Source : Internet Movie Database

### Récompenses
- Hōchi Film Awards 2000 : meilleur film en langue étrangère
- BMI Film and TV Awards 2001 : BMI Film Music Award pour Lennie Niehaus
- Kinema Junpō Awards 2001 : meilleur film en langue étrangère
- Prix du film Mainichi 2001 : meilleur film en langue étrangère

### Nominations
- Oscars 2001 : Oscar du meilleur montage de son pour Alan Robert Murray et Bub Asman
- Saturn Awards 2001 : meilleur film de science-fiction, meilleur acteur pour Clint Eastwood, meilleure réalisation pour Clint Eastwood
- Golden Reel Awards 2001 : meilleur montage son
- Taurus World Stunt Awards 2001 : meilleur travail aérien pour le cascadeur Craig Hosking